# 639型海洋水聲監視船
639型海洋水聲監視船（北約代號：勘海級）是中國人民解放軍海軍自2000年代起建造的中型海洋研究船與海洋監視船系列，用以取代舊型595型海洋監測船。該型艦設計上採用小水線面雙體（SWATH）結構，具備優異的穩定性，適用於水聲探測與海洋數據收集任務。

## 設計
勘海級研究船的最大特徵之一為中央設有一處「設備井」（Well），可用於投放聲納、水文或其他科學儀器，並採用綜合電力推進系統（Integrated Electric Propulsion System, IEPS），大幅降低震動與噪音，有利於水聲測試。艦體排水量約1500噸，主要由中國船舶工業集團公司（CSIC）下屬第701研究所與702研究所共同設計，建造單位為武昌船舶重工有限公司。
整合電力推進系統則由中國多個單位協作開發，包括：
- 武漢船用機械有限公司
- 河南柴油機重工有限公司
- 山西汾西重工有限公司
- 重慶華渝電氣儀表總廠
- 北京長城電子裝備有限公司
- 中國船舶重工集團第712研究所

## 子型與用途
- 639型：原始型，作為海洋聲學與研究用途。
- 639A型：改進型，外觀與裝備略有差異，主要作為水文測量艦使用。

## 編號與命名
解放軍海軍對於該型艦艇編號採用兩字加三位數方式：
- 第二字為「調」或「測」，分別表示研究用途或測量用途；
- 第一字代表所屬艦隊：東（東海艦隊）、北（北海艦隊）、南（南海艦隊）。

如：「北調992」、「東測232」等。不過，艦號可能隨艦隊轉移或編制變更而異動。

## 服役艦列表
| 型號   | 艦號    | 建造廠     | 下水年份 | 服役年份 | 現況 | 所屬艦隊 |
| ------ | ------- | ---------- | -------- | -------- | ---- | -------- |
| 639型  | 北調992 | 武昌造船廠 | 2000年後 | 2009年   | 現役 | 北海艦隊 |
| 639A型 | 北測901 | 武昌造船廠 | 2000年後 | 2015年   | 現役 | 北海艦隊 |
| 639A型 | 北測902 | 武昌造船廠 | 2000年後 | 2010年代 | 現役 | 北海艦隊 |
| 639A型 | 東測232 | 武昌造船廠 | 2000年後 | 2013年   | 現役 | 東海艦隊 |
| 639A型 | 東測233 | 武昌造船廠 | 2000年後 | 2015年   | 現役 | 東海艦隊 |
| 639A型 | 南測429 | 武昌造船廠 | 2000年後 | 2013年   | 現役 | 南海艦隊 |
| 639A型 | 南測430 | 武昌造船廠 | 2000年後 | 2013年   | 現役 | 南海艦隊 |